# Aphelandra lasiophylla
Aphelandra lasiophylla är en akantusväxtart som beskrevs av Emery Clarence Leonard. Aphelandra lasiophylla ingår i släktet Aphelandra och familjen akantusväxter. Inga underarter finns listade i Catalogue of Life.